# Volpe Center

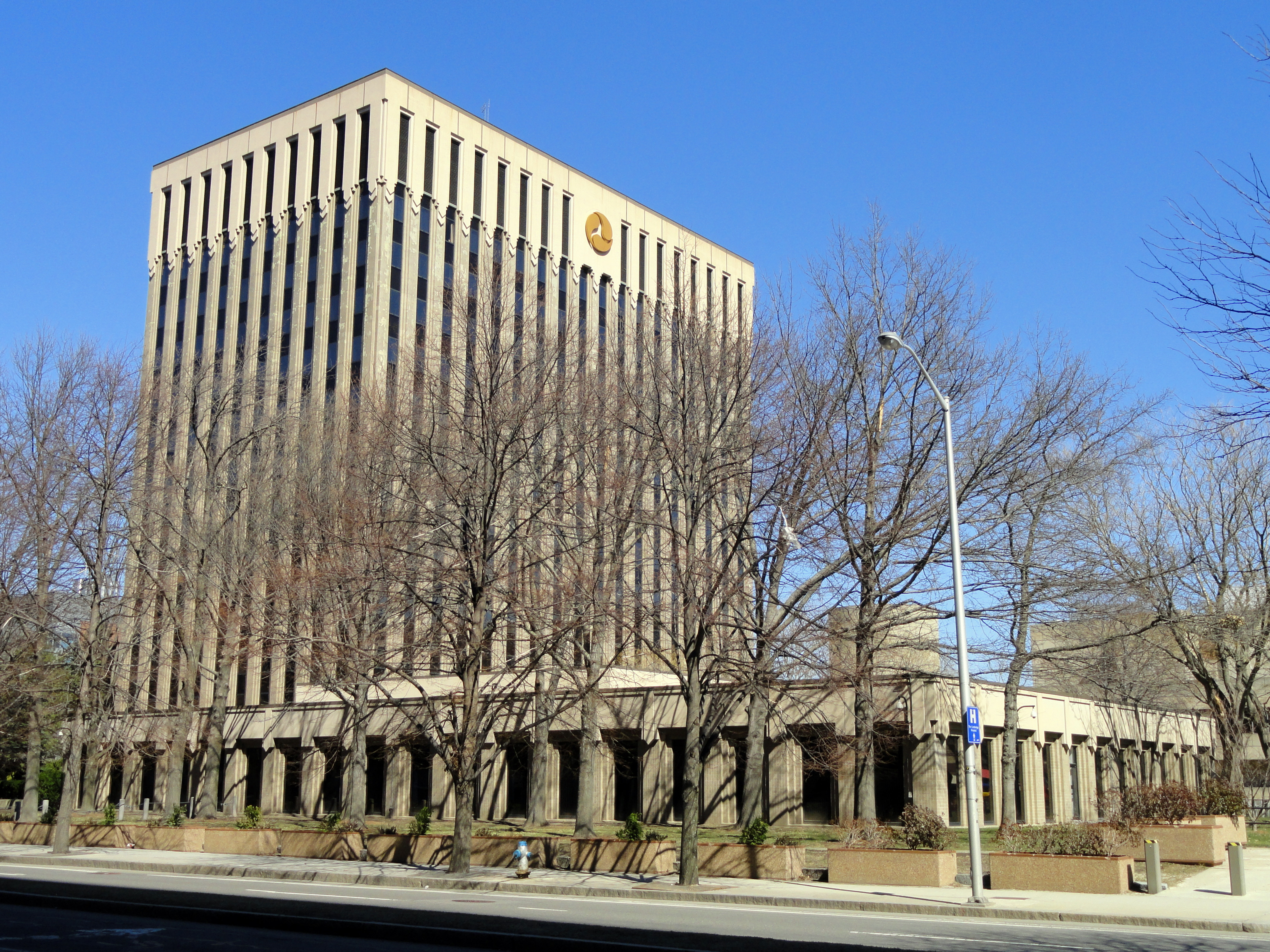
Volpe Center en 2011

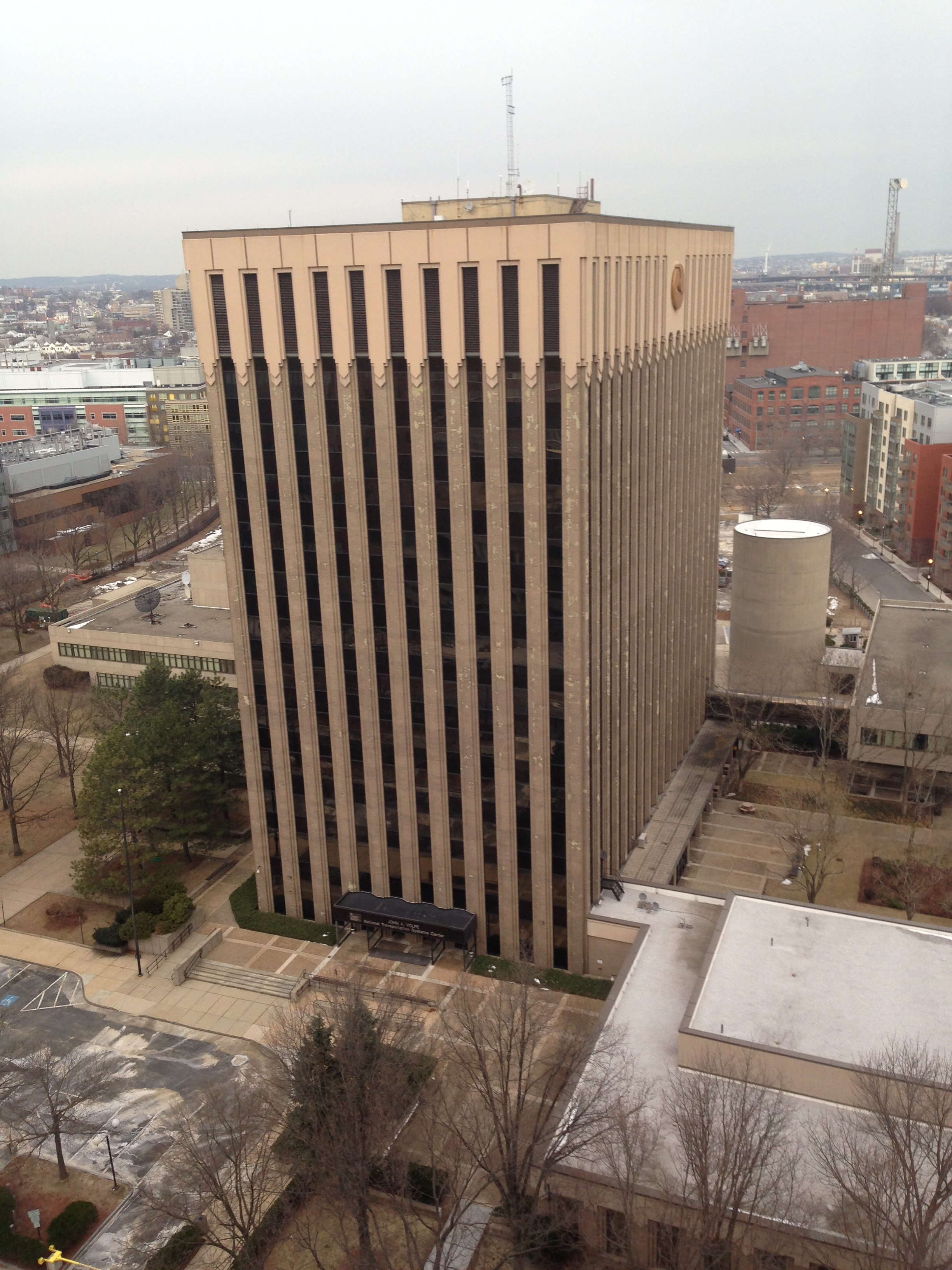
Volpe Center en 2014

Volpe Center, Centro Nacional de Sistemas de Transporte, ubicado en Cambridge, Massachusetts, es un centro de transporte y logística que opera bajo el Departamento de Transporte de los Estados Unidos (DOT).  
El Volpe Center debe su denominación al Gobernador de Massachusetts y Secretario de Transporte de los Estados Unidos, John Volpe (1908-1994) y entre sus cometidos se encuentra una amplia mezcla de proyectos, desde los modos tradicionales de transporte a diferentes áreas técnicas, lo que incluye la Administración Federal de Aviación, el Sistema de Gestión del Tráfico Optimo, el Sistema de Análisis para el Desarrollo de la Seguridad (SPAS) y la Administración Federal para la Seguridad del Motor(FMCSA).
El Centro presta asistencia a gobiernos federales, estatales y locales, a la industria y al mundo académico en una serie de áreas de consulta, incluyendo investigación de factores humanos, diseño de sistemas, implementación y evaluación, rastreo global, inversión estratégica y asignación de recursos.
Volpe es parte de la Administración de Investigación y Tecnología Innovadora del Departamento de Transporte de los Estados Unidos (DOT).  Sin embargo, difiere de la mayoría de las organizaciones federales en que no recibe ninguna asignación directa del Congreso. En su lugar, se financia al 100% a través de una estructura de honorarios por servicios en la que todos los costos están cubiertos por el proyecto patrocinado (aproximadamente $ 200 millones anuales).

## Ubicación
Volpe está ubicado en el campus del antiguo Centro de Investigación Electrónica de la NASA en Cambridge, Massachusetts, atravesando el río Charles desde Boston, al otro lado de la calle del Instituto Tecnológico de Massachusetts (MIT) y al lado de la parada de metro Kendo / MIT MBTA Red Line.
- Exhibición de Situación de la aeronave a Industria